# اضطرابات تكاثرية لمفية
الاضطرابات التكاثرية اللمفية (بالإنجليزية: Lymphoproliferative disorders)‏ هي مجموعة من الحالات التي تنتج فيها الخلايا اللمفاوية بكميات كبيرة. تحدث هذه الحالات عند منقوصي المناعة، وتصنف أحيانا ضمن الاضطرابات التكاثرية المناعية، لكن من الأفضل جعل الاضطرابات التكاثرية اللمفية مجموعة ثانوية إلى جنب فرط غاما غلوبولين الدم ووجود بارابروتين الدم. من الأمثلة عليها:
- لمفومة جريبية
- ابيضاض الدم الليمفاوي المزمن
- ابيضاض الدم الليمفاوي الحاد
- الابيضلض المشعر الخلايا
- لمفومة الخلية البائية
- لمفومة الخلية التائية
- ورم نقوي متعدد
- مرض فالدنشتروم
- متلازمة ويسكوت ألدريخ
- اضطراب تكاثري لمفي بعد الطعم
- المتلازمة التكاثرية اللمفية المناعية الذاتية
- التهاب الرئة الخلالي اللمفاوي[1]